# 南地よね
南地 よね（なんじ よね、1890年（明治23年）11月24日 - 1980年（昭和55年）11月3日）は、日本の女性飛行家・教育者。結婚後の姓名は佐村 よね（さむら よね）。
1912年にロサンゼルスのドミンゲス飛行場にあるカーティス飛行学校で飛行訓練を受け、1912年9月には日本女性として初飛行をおこなった。このことから「日本人初の女性飛行家」と紹介されることもあるが、操縦士としてのライセンス取得は果たせなかった。その後、日本に帰国して山口県で洋裁学校を開いた。

## 生涯

### 生い立ち
和歌山県出身。父南地福松・母あきの長女として出生。串本尋常小学校（現在の串本町立串本小学校）を卒業。16歳で家族に呼び寄せられて米国に渡った。ロサンゼルスで縫製学校に学び、卒業後は同市で洋裁業を営んだ。

### 初飛行と結婚
ドミンゲス飛行場で行われた航空大会を見て航空に興味を持ち、1912年にカーチス飛行学校に入学、数ヶ月前に同校に入学していた佐村福槌の指導を受け、9月頃には飛行練習を行った。東洋人女性の飛行家は珍しい存在であり、現地の新聞でも報じられるなど注目を集めた。1913年（大正2年）4月13日に飛行学校を卒業、万国飛行免状を取得する技倆に達してはいたが、機を逸してついに免状は取れなかった。
飛行免状を得たと日本で誤って報じられたこともある。日本女性で最初に航空免許を得た兵頭精が飛行したのは1921年頃であるので、それよりも9年ほど早く飛行をおこなったことになるが、航空免許を得るにはいたらなかった。
佐村福槌は1913年3月にアメリカの万国操縦士免状第225号を取得してカーティス飛行学校を卒業、ロサンジェルス市ハリウッドパークにみずからの飛行学校を開校するが、よねも行動をともにした。1914年9月14日、よねと福槌は結婚し、福槌はほどなく航空界から引退。よねも長男の懐妊を機に洋裁業に専念した。

### 日本への帰国と洋裁学校設立

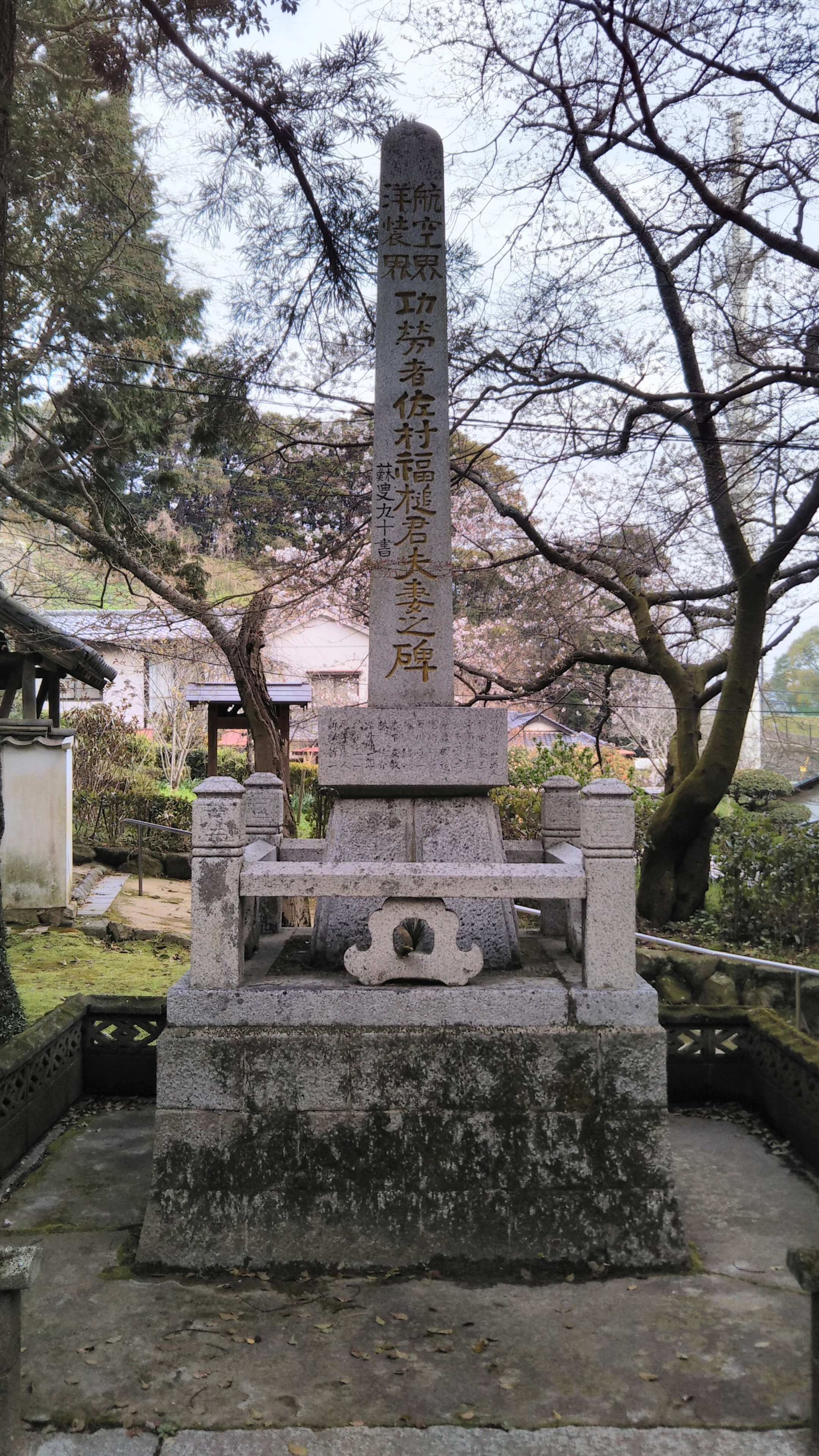
功山寺の佐村夫妻顕彰碑

1923年、夫婦で帰国。福槌は山口県柳井市出身であり、下関市に関門高等洋裁学院を創立。この学校は日本の公認洋裁学校の草分けで、現在の貴船連合町民館（下関市貴船町）の敷地にあった。以後よねは学校長に就任して女子教育に尽力する。
洋裁業の傍ら、夫ともに下関航空協会を設立、グライダー競技大会を主催した。また、1967年からは日本婦人航空協会理事を務めた。
1980年（昭和55年）11月3日、よねは入院先の東京都渋谷区の病院にて満90歳で死去した。夫の福槌はその前年、1979年9月5日に100歳で病没している。

## 顕彰
1953年、長府功山寺に「航空界・洋装界功労者佐村福槌君夫妻乃碑」が同窓生や航空関係者ならびに有志によって建立された。徳富蘇峰が寄せた碑文を裏面に見ることができる。
1967年、よねは洋裁教育に貢献したことにより勲五等宝冠章。福槌は1973年、民間航空に尽くしたことにたいして運輸大臣表彰功労賞を受けた。